# Quaid-e-Azam Trophy 2018/19
Die Quaid-e-Azam Trophy 2018/19 war die 61. Saison des nationalen First-Class-Cricket-Wettbewerbes in Pakistan. Gewinner war Habib Bank Limited, die ihre dritte Quaid-e-Azam Trophy gewannen.

## Format
Am Wettbewerb nehmen 16 Mannschaften teil, die in zwei Gruppen aufgeteilt wurden, in denen jeder gegen jeden spielt. Für einen Sieg erhielt ein Team zunächst neun Punkte, jedoch nur, wenn es auch das erste Innings gewann. Sollte das nicht der Fall sein, gibt es sechs Punkte. Sollte kein Ergebnis erreicht werden und das Spiel in einem Remis enden, zählen die Resultate nach dem ersten Innings. Dabei gibt es drei Punkte für einen Sieg und zwei Punkte für ein Unentschieden und keinen im Fall einer Niederlage. Einen Bonuspunkt gibt es für Siege mit einem Innings und wenn nach einem Follow-on ein Remis erreicht wird. Die ersten vier einer jeden Gruppe qualifizierten sich für die Super-8-Runde, die ebenfalls in zwei Gruppen ausgetragen wurde. Die beiden Gruppenersten trugen dann im Finale die Quaid-e-Azam Trophy aus.

## Vorrunde

### Gruppe A
Tabelle
Die Tabelle der Saison nahm an ihrem Ende die nachfolgende Gestalt an.
| Teams                     | Sp. | S | N | U | R | WTF | WLF | DWF | DTF | DLF | ND | WI | DF | Punkte | NRR |
| ------------------------- | --- | - | - | - | - | --- | --- | --- | --- | --- | -- | -- | -- | ------ | --- |
| SNGPL                     | 7   | 4 | 1 | 0 | 0 | 0   | 1   | 0   | 0   | 1   | 0  | 3  | 0  | 45     |     |
| Peshawar                  | 7   | 3 | 2 | 0 | 0 | 0   | 2   | 0   | 0   | 0   | 0  | 0  | 0  | 39     |     |
| Khan Research Labitories  | 7   | 3 | 2 | 0 | 0 | 0   | 1   | 0   | 0   | 1   | 0  | 0  | 0  | 33     |     |
| Habib Bank Limited        | 7   | 2 | 3 | 0 | 0 | 0   | 0   | 2   | 0   | 0   | 0  | 0  | 0  | 24     |     |
| National Bank of Pakistan | 7   | 2 | 3 | 0 | 0 | 0   | 0   | 1   | 0   | 1   | 0  | 2  | 0  | 23     |     |
| FATA                      | 7   | 2 | 5 | 0 | 0 | 0   | 0   | 0   | 0   | 0   | 0  | 0  | 0  | 18     |     |
| Lahore Whites             | 7   | 0 | 1 | 0 | 0 | 0   | 1   | 3   | 0   | 2   | 0  | 0  | 0  | 15     |     |
| Islamabad                 | 7   | 1 | 5 | 0 | 0 | 0   | 0   | 0   | 0   | 1   | 0  | 1  | 0  | 10     |     |

### Gruppe B
Tabelle
Die Tabelle der Saison nahm an ihrem Ende die nachfolgende Gestalt an.
| Teams                        | Sp. | S | N | U | R | WTF | WLF | DWF | DTF | DLF | ND | WI | DF | Punkte | NRR |
| ---------------------------- | --- | - | - | - | - | --- | --- | --- | --- | --- | -- | -- | -- | ------ | --- |
| Sui Southern Gas Company     | 7   | 4 | 1 | 0 | 0 | 0   | 0   | 2   | 0   | 0   | 0  | 3  | 0  | 45     |     |
| WPDA                         | 7   | 3 | 2 | 0 | 0 | 0   | 1   | 0   | 0   | 1   | 0  | 1  | 0  | 34     |     |
| Karachi Whites               | 7   | 3 | 1 | 0 | 0 | 0   | 0   | 2   | 0   | 1   | 0  | 1  | 0  | 34     |     |
| Lahore Blues                 | 7   | 3 | 4 | 0 | 0 | 0   | 0   | 0   | 0   | 0   | 0  | 0  | 0  | 27     |     |
| Rawalpidi                    | 7   | 1 | 3 | 0 | 0 | 0   | 2   | 0   | 0   | 1   | 0  | 0  | 0  | 21     |     |
| Pakistan Television          | 7   | 1 | 4 | 0 | 0 | 0   | 1   | 1   | 0   | 0   | 0  | 0  | 0  | 18     |     |
| Multan                       | 7   | 1 | 3 | 0 | 0 | 0   | 1   | 0   | 0   | 2   | 0  | 1  | 0  | 16     |     |
| Zarai Taraqiati Bank Limited | 7   | 1 | 5 | 0 | 0 | 0   | 1   | 0   | 0   | 0   | 0  | 0  | 0  | 15     |     |

## Super 8

### Gruppen I
Tabelle
Die Tabelle der Saison nahm an ihrem Ende die nachfolgende Gestalt an.
| Teams                    | Sp. | S | N | U | R | WTF | WLF | DWF | DTF | DLF | ND | WI | DF | Punkte | NRR |
| ------------------------ | --- | - | - | - | - | --- | --- | --- | --- | --- | -- | -- | -- | ------ | --- |
| SNGPL                    | 3   | 2 | 0 | 0 | 0 | 0   | 0   | 0   | 0   | 1   | 0  | 1  | 0  | 19     |     |
| WPDA                     | 3   | 2 | 1 | 0 | 0 | 0   | 0   | 0   | 0   | 0   | 0  | 1  | 0  | 19     |     |
| Khan Research Labitories | 3   | 1 | 1 | 0 | 0 | 0   | 0   | 1   | 0   | 0   | 0  | 0  | 0  | 12     |     |
| Lahore Blues             | 3   | 0 | 3 | 0 | 0 | 0   | 0   | 0   | 0   | 0   | 0  | 0  | 0  | 0      |     |

### Gruppen II
Tabelle
Die Tabelle der Saison nahm an ihrem Ende die nachfolgende Gestalt an.
| Teams                    | Sp. | S | N | U | R | WTF | WLF | DWF | DTF | DLF | ND | WI | DF | Punkte | NRR |
| ------------------------ | --- | - | - | - | - | --- | --- | --- | --- | --- | -- | -- | -- | ------ | --- |
| Habib Bank Limited       | 3   | 2 | 0 | 0 | 0 | 0   | 0   | 1   | 0   | 0   | 0  | 0  | 0  | 21     |     |
| Sui Southern Gas Company | 3   | 2 | 0 | 0 | 0 | 0   | 0   | 0   | 0   | 1   | 0  | 1  | 0  | 19     |     |
| Peshawar                 | 3   | 0 | 2 | 0 | 0 | 0   | 1   | 0   | 0   | 0   | 0  | 0  | 0  | 6      |     |
| Karachi Whites           | 3   | 0 | 3 | 0 | 0 | 0   | 0   | 0   | 0   | 0   | 0  | 0  | 0  | 0      |     |

## Finale
| 4. – 8. Dezember Scorecard | Karachi | SNGPL 304 (110.2) & 430-7d (78.3) | – | Habib Bank Limited 472 (160.5) & 183-6 (78.2) |
|                            |         | Remis                             |   |                                               |

Habib Bank Limited gewinnt auf Grund der Führung nach dem ersten Innings.